# Legionellales
Legionellales sind eine Ordnung der Proteobacteria (Proteobakterien), die aus zwei Familien besteht. Wie bei den meisten Proteobakterien handelt es sich um gramnegative Bakterien.

## Vorkommen
Innerhalb der Legionellales sind Parasiten von verschiedenen Einzellern, wirbellosen Tieren (Invertebraten) und Insekten vertreten, einige sind für den Menschen pathogen. Die jeweiligen Arten sind meist intrazelluläre Parasiten, d. h. innerhalb von Wirtszellen lebend. Coxiella burnetii, der Erreger des Q-Fiebers (query-fever), ist hierbei obligat intrazellulär, außerhalb von Wirtszellen kann es sich nicht vermehren. Übertragung erfolgt bei Coxiella burnetii meist aerogen durch Einatmung. Außer den Menschen befällt die Art Arthropoden wie Zecken und kommt auch bei Tieren, wie z. B. Hunde oder Rinder vor. Außerhalb von Wirtszellen nimmt das Bakterium eine Ruhestellung ein und bleibt bis zu einigen Monaten infektiös.
Die Art Legionella pneumophila verursacht die Legionärskrankheit. Das Bakterium Legionella pneumophila wurde bei einer Tagung von Legionären nach einem Auftreten von Pneumonien entdeckt und dementsprechend benannt.

## Systematik
Die Ordnung besteht aus folgenden Familien und Gattungen:
- Legionellaceae
  - Legionella

- Coxiellaceae
  - Aquicella
  - Coxiella
    - Coxiella burnetii

  - Rickettsiella

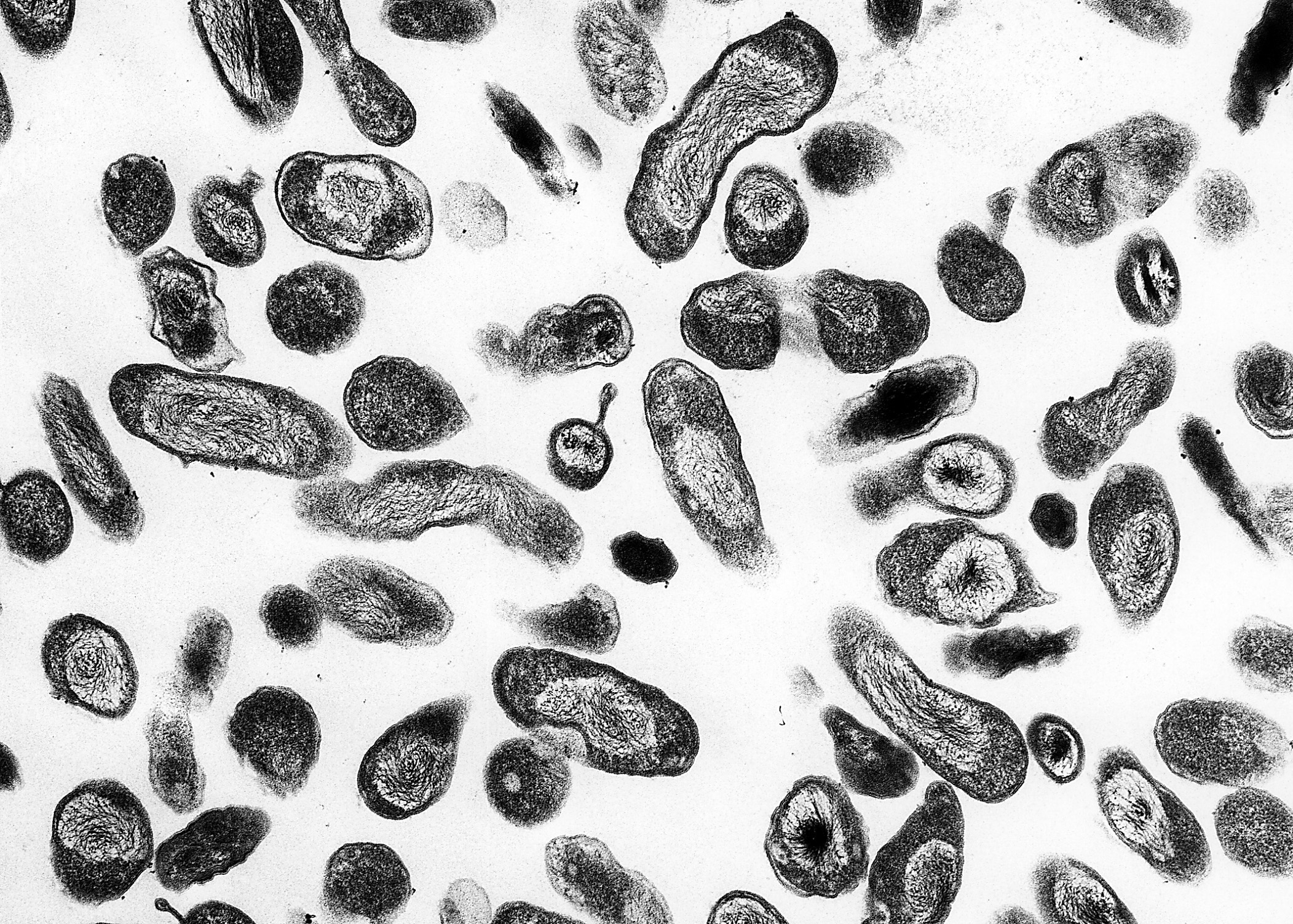
Coxiella burnetii, Erreger des Q-Fiebers

Die früher benannten Gattungen innerhalb der Leginellales Fluoribacter und Tatlockia sind Synonyme. Die Art Sarcobium lyticum wurde in Legionella lytica umbenannt.
Die Gattung Rickettsiella wurde früher mit der Gattung Wolbachia in die Gruppe (Tribus) Wolbachieae der Familie Rickettsiaceae gestellt.